# آکوئی‌ترمی
آکوئی‌ترمی (به ایتالیایی: Acqui Terme) یکی از شهرستانهای استان آلساندریا در منطقه ایتالیایی پیدمونت می‌باشد که در ۳۵ کیلومتری جنوب غربی آلساندریا واقع شده است.

## افراد معروف
- گیولیه‌تو متولد ۱۹۴۰ (میلادی)، خبرنگار و سیاستمدار.

## نگارخانه

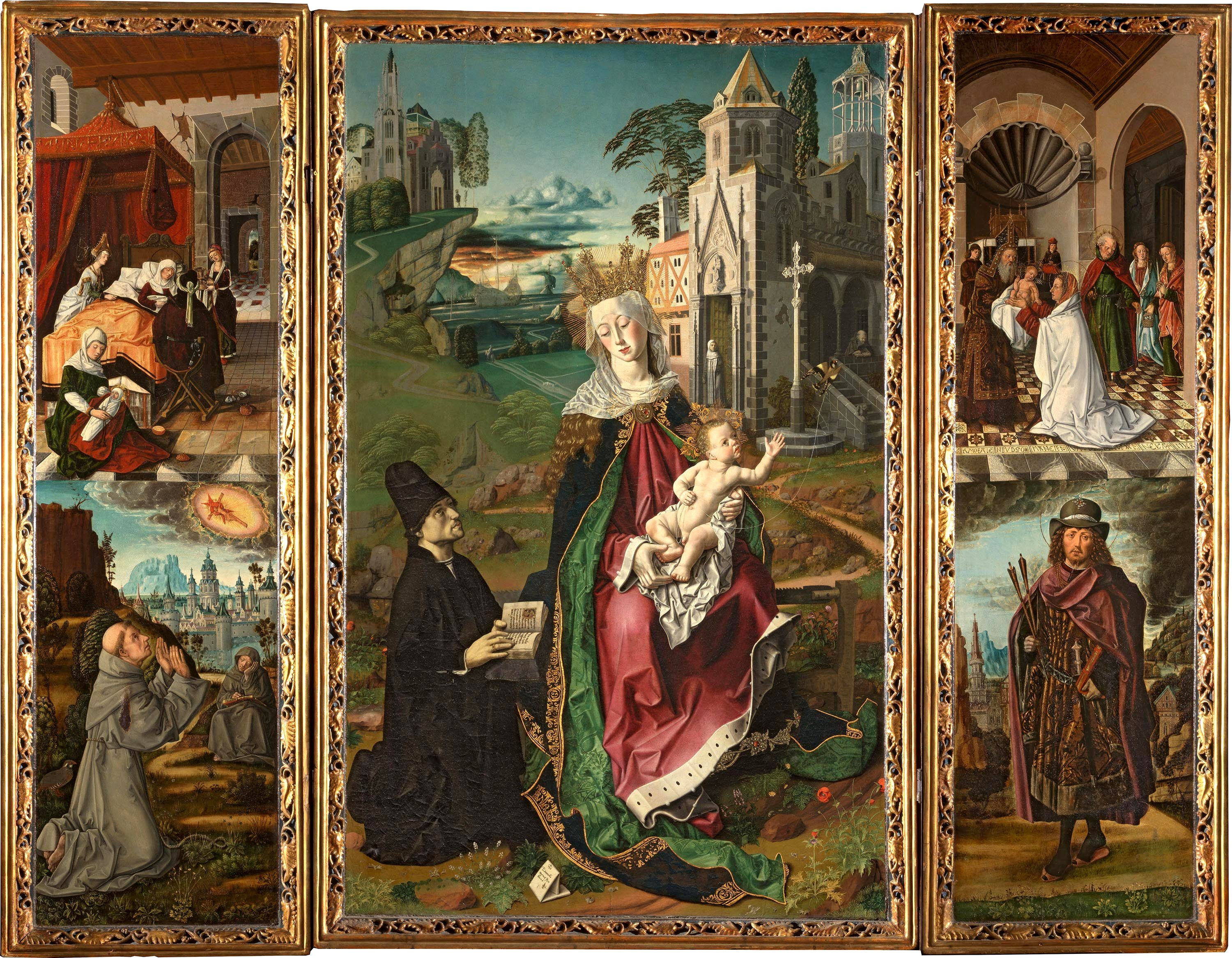
دوشیزه مونسرات واقع در کلیسای جامع شهر.
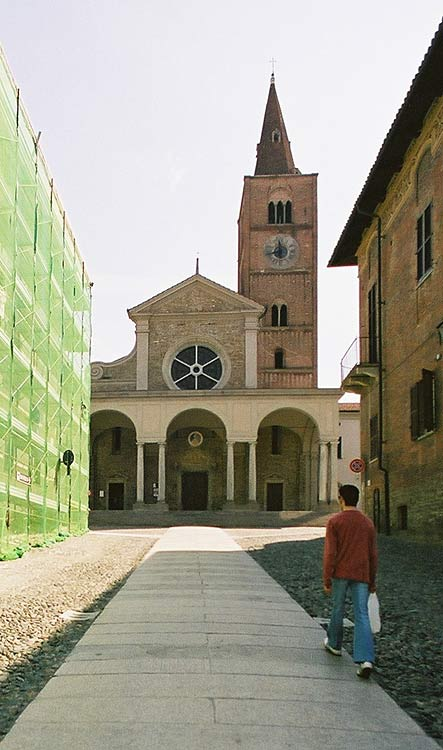
کلیسای جامع شهر.
ایوان سرپوشیده مربوط به سده ۱۷ (میلادی) می‌باشد.